# Adelbert St. John
Adelbert „Del“ Saint John (* 6. Oktober 1931 in Edmonton, Alberta; † 18. Dezember 2009 in Klagenfurt am Wörthersee) war ein austro-kanadischer Eishockeyspieler, der einen großen Teil seiner Karriere beim österreichischen Erstligisten EC KAC verbrachte, mit dem er zwischen 1964 und 1971 als Spieler und Spielertrainer jedes Jahr in Folge den Meistertitel gewinnen konnte.

## Karriere
Nachdem Adelbert St. John seine Karriere in Nordamerika begonnen hatte, kam er nach einigen Jahren in Bozen Anfang der 1960er-Jahre erstmals nach Österreich und konnte dort mit dem Wiener EV und seinem Sturmpartner Jerry Hudson erstmals einen österreichischen Meistertitel gewinnen. Wenig später wechselte er zum EC KAC nach Klagenfurt. Dort erlebte er in den Jahren 1964 bis 1971 eine bis heute nicht übertroffene Serie, holte als Spieler und Spielertrainer acht weitere Titel in die Kärntner Landeshauptstadt. Dabei erzielte er einige beachtliche Saisonbilanzen: In der Saison 1964/65 schoss er insgesamt 40 Tore, ein Jahr später gelangen ihm erneut 20 Treffer in nur zwölf Partien.
Im Verlauf seiner Karriere wechselte er unter anderem nach Innsbruck, Villach und Salzburg, wo er jeweils tragende Rollen in den Teams spielte und ebenso als Trainer wie als Spieler überzeugen konnte. St. John kompensierte seine relativ geringe Größe mit einem technisch sehr starken und eleganten Spielstil, mit dem er zur damaligen Zeit vielen gegnerischen Spielern in der österreichischen Liga weit voraus war. Insgesamt erzielte er in Österreich 203 Tore und 149 Assists in 284 Spielen, wobei er 217 Minuten auf der Strafbank verbrachte.
Adelbert St. John heiratete in Klagenfurt Erika Puschnig, die Schwester seines Stürmerkollegen Josef Puschnig, mit der er bis zu seinem Tod zusammenlebte. Nach seiner aktiven Karriere als Eishockeyspieler widmete er sich vor allem dem Golfsport und war unter anderem als Ranger im Golfclub Seltenheim nahe Klagenfurt tätig.
St. John war der erste ausländische Eishockeyspieler, der in Österreich eingebürgert wurde. Ab 1962 besaß er den österreichischen Pass. In der Folge lief er auch 59 Mal für die österreichische Eishockeynationalmannschaft auf und erzielte dabei 52 Tore und 33 Assists.

## Erfolge und Auszeichnungen
- 1962 Österreichischer Meister mit dem Wiener EV
- 1964 bis 1971 achtfacher Österreichischer Meister mit dem EC KAC